# Хоц, Джордж
Джордж Френсис Хоц младший (англ. George Francis Hotz Jr.; 2 октября 1989, Глен-Рок, Нью-Джерси, США), также известный под никами geohot или mil — американский хакер, ставший известным благодаря снятию блокировки со смартфона iPhone, что позволило использовать его с другими операторами сотовой связи кроме AT&T. Кроме того известен взломом Sony PlayStation 3 и последовавшим после этого судебным иском со стороны компании Sony.

## Биография
Хоц вырос в городе Глен-Рок в семье Мери Миничелло и Джорджа Хоца.

## ВзломiPhone
Летом 2007 года Apple выпустила iPhone вместе с привязкой к оператору сотовой связи AT&T. Джордж Хоц в это время был абонентом T-Mobile, поэтому принял решение взломать телефон.
Хоц воспользовался подходящей отвёрткой Phillips, чтобы открутить два винта на задней панели телефона. После этого, при помощи гитарного медиатора поддел крышку корпуса и снял её. Джордж припаял к процессору передачи данных провод для обеспечения напряжения и скремблировал его код. На своем компьютере он написал программу, которая позволила его iPhone работать в сети любого беспроводного оператора.
Вскоре Хоц продал свой разлоченный iPhone генеральному директору Certicell, получив взамен автомобиль Nissan 350Z 2007 года выпуска и три новых телефона.

## Взлом Sony PlayStation 3
В апреле 2010 года появилась информация о взломе игровой консоли PlayStation 3. Джордж Хоц разглашать метод взлома не стал, чтобы Sony не нашла уязвимое место и ликвидировала бэкдор. Уже летом 2010 года появилась специальная флеш-карта, которая ломала систему Playstation 3. Данная USB-флешка позволяла переписывать в память консоли перезагрузки данные с носителя. С её помощью можно было устанавливать PKG файлы без специальной цифровой подписи Sony. Специалисты Sony устранили указанную уязвимость.
В конце 2010 года команда хакеров fail0verflow показала, как с помощью простых операций заставить консоль выдавать секретные ключи для подписи приложений. В самом начале 2011 года команда выложила свои инструменты в Интернет, а уже через несколько часов Хоц с помощью них получил главный ключ, предоставляющий почти полный контроль над консолью. Компания Sony обвинила Хоца в компьютерных преступлениях и в нарушении закона об авторском праве.

## Разработка беспилотного автомобиля
В октябре 2015 года Джордж Хоц в своем гараже приступил к самостоятельной разработке системы автопилота на базе автомобиля Acura ILX, процессорной платы Intel NUC, двух GPS-модулей, лазерного радара и шести камер от смартфонов. Общая цена за указанное оборудование составило около $1000. По словам Хоца, преимуществом написанной им программы автопилота из двух тысяч строк кода стало самообучение, позволяющее системе осваивать навыки вождения на основе практического водительского опыта в отличие от других аналогов, содержащих значительно больший по размеру код и описывающих многочисленные дорожные ситуации предопределёнными алгоритмами. Первый созданный автомобиль под управлением разработанной Хоцом системы автопилота прошел несколько успешных испытаний в 2016 году.

## Знакомство с Илоном Маском
В 2015 году, уволившись из компании Vicarious, где Хоц работал над искусственным интеллектом, друг познакомил его с Илоном Маском. В автомобилях компании Tesla, главой которой являлся Маск, использовались процессоры израильской компании Mobileye. Но несмотря на то, что процессоры этой компании используются в таких крупных автомобильных компаниях как BMW, Ford Motors и другие, Хоц считал их устаревшим. Он предложил Илону Маску создать более совершенную систему и в случае, если она проявит себя, заключить с ним контракт вместо Mobileye. Маск в ответ предложил Хоцу перейти на работу в Tesla для совместных разработок, однако Хоц отклонил предложение.
Как позже отмечал Илон Маск на своей странице Twitter:
"Мы думаем, что крайне маловероятно, что один человек или даже небольшая компания, у которой отсутствуют обширные возможности инженерной проверки, смогут создать автономную систему вождения, которую можно будет развернуть. серийные автомобили", имея в виду компанию Джорджа Хоца.